# Simonas Stankevičius
Simonas Stankevičius (ur. 3 października 1995 w Poniewieżu) – litewski piłkarz występujący na pozycji napastnika.

## Życiorys

### Kariera klubowa
Występował w klubach: Leicester City, Nuneaton Borough F.C., Oldham Athletic, FK Žalgiris Wilno, HNK Šibenik, Mjøndalen IF i Egersunds IK.    

### Kariera reprezentacyjna
W Reprezentacji Litwy zadebiutował 18 listopada 2013 przeciwko Mołdawii.

## Sukcesy

### Klubowe
FK Žalgiris Wilno
- Mistrz Litwy: 2016